# 자유를 찾아 온 사람들
자유를 찾아 온 사람들은 KBS 한민족방송에서 방송되는 라디오 프로그램이다.
진행자는 이승연 아나운서이며, 방송시간은 주말 밤 11시부터 밤 11시 55분까지이다.